# Mame Bassine Niang
Mame Bassine Niang, née en 1951 à Tambacounda et morte à Dakar le 27 septembre 2013, est une avocate sénégalaise, connue pour être l'un des membres fondateurs de l'Association des juristes sénégalaises (AJS) et la vice-présidente de la Fondation Internationale des Femmes Juristes (FIDA).

## Biographie
Née au sein d'une famille musulmane, elle suit des études de droit en France, à Aix-en-Provence, puis, de retour au Sénégal, devient la première femme noire avocate au barreau de Dakar en 1975.
Sa carrière professionnelle s'attache à la défense des droits de l'homme dans un contexte de restriction de la liberté de penser. Son engagement la pousse à créer l'Organisation nationale des droits de l’Homme du Sénégal (ONDH) dont elle fut la première présidente.
Considérée comme une icône féministe et concernée par la question de l'émancipation des femmes, elle est l'un des membres fondateurs de l'Association des juristes sénégalaises (AJS), la vice-présidente de l’Association sénégalaise d’études et de recherches juridiques (ASERJ) et la vice-présidente de la Fondation internationale des femmes juristes (FIDA).
Elle a également été Haut-commissaire aux Droits de l'Homme sous la présidence d'Abdoulaye Wade.
Elle meurt le 27 septembre 2013 des suites d'une longue maladie à l'âge de 62 ans.